# Fort-Mahon-Plage
Fort-Mahon-Plage és un municipi francès situat al departament del Somme i a la regió dels Alts de França. L'any 2007 tenia 1.298 habitants.

## Demografia

### Població

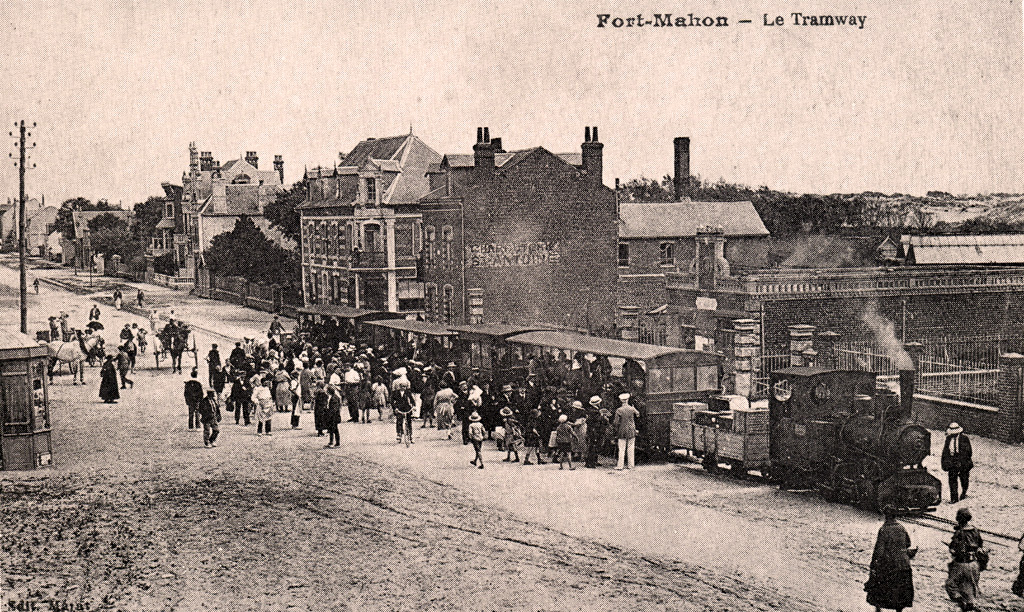

El 2007 la població de fet de Fort-Mahon-Plage era de 1.298 persones. Hi havia 621 famílies de les quals 237 eren unipersonals (87 homes vivint sols i 150 dones vivint soles), 218 parelles sense fills, 115 parelles amb fills i 51 famílies monoparentals amb fills.
La població ha evolucionat segons el següent gràfic:
Habitants censats

### Habitatges

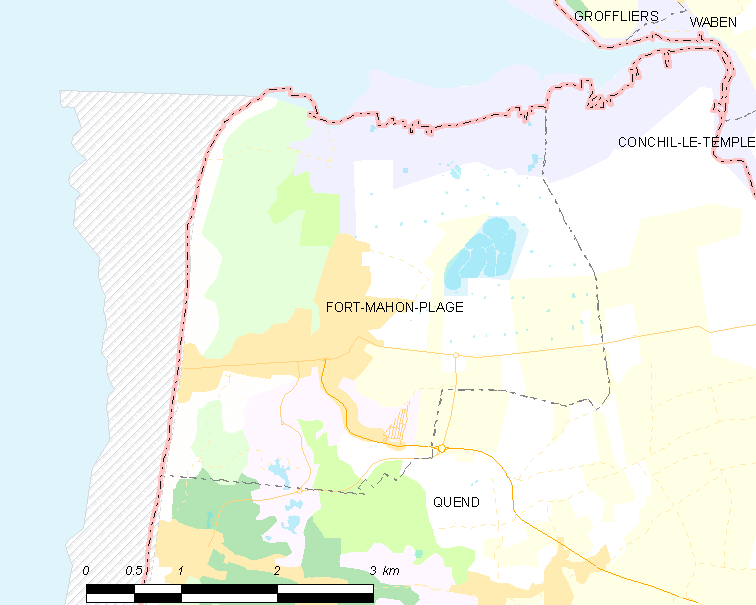

El 2007 hi havia 3.775 habitatges, 619 eren l'habitatge principal de la família, 3.046 eren segones residències i 110 estaven desocupats. 2.092 eren cases i 1.646 eren apartaments. Dels 619 habitatges principals, 407 estaven ocupats pels seus propietaris, 187 estaven llogats i ocupats pels llogaters i 25 estaven cedits a títol gratuït; 10 tenien una cambra, 72 en tenien dues, 129 en tenien tres, 156 en tenien quatre i 251 en tenien cinc o més. 402 habitatges disposaven pel capbaix d'una plaça de pàrquing. A 368 habitatges hi havia un automòbil i a 151 n'hi havia dos o més.

### Piràmide de població

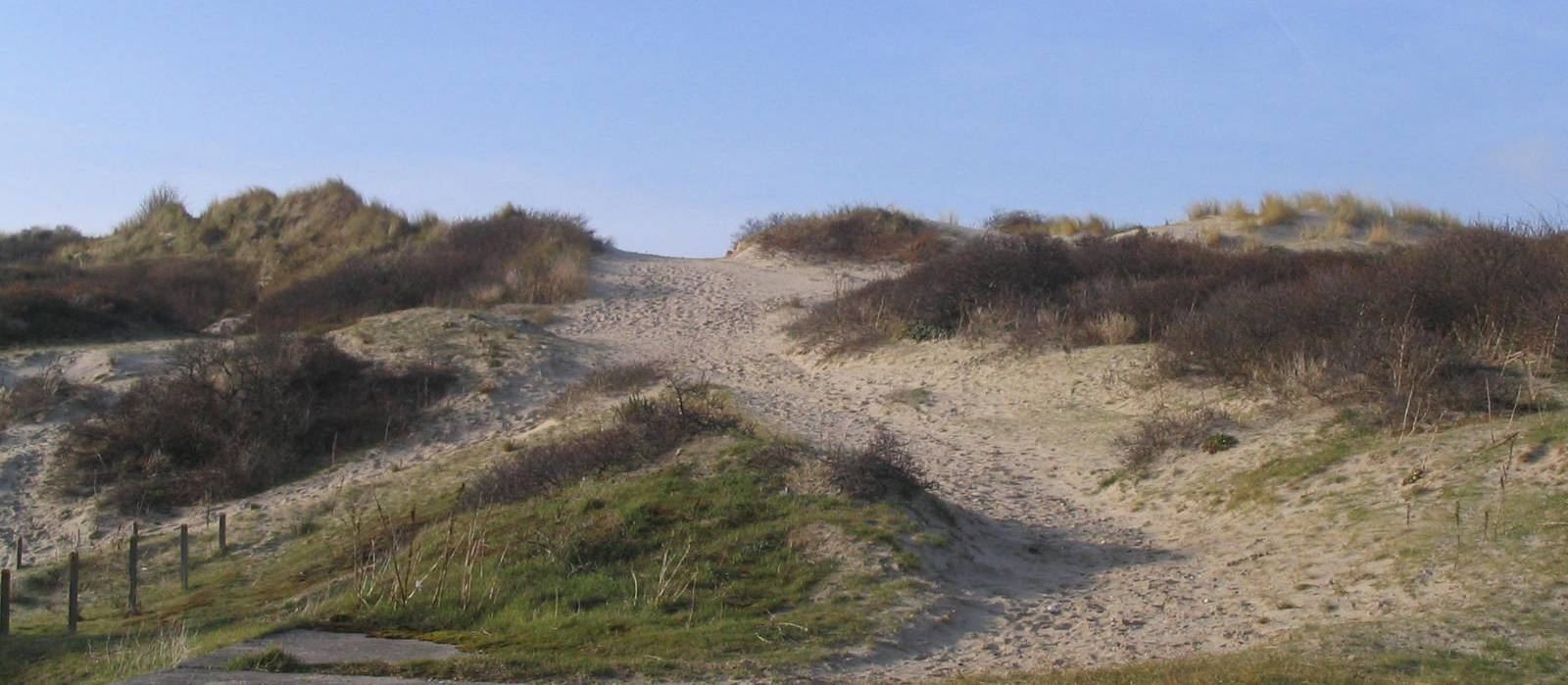
dunes

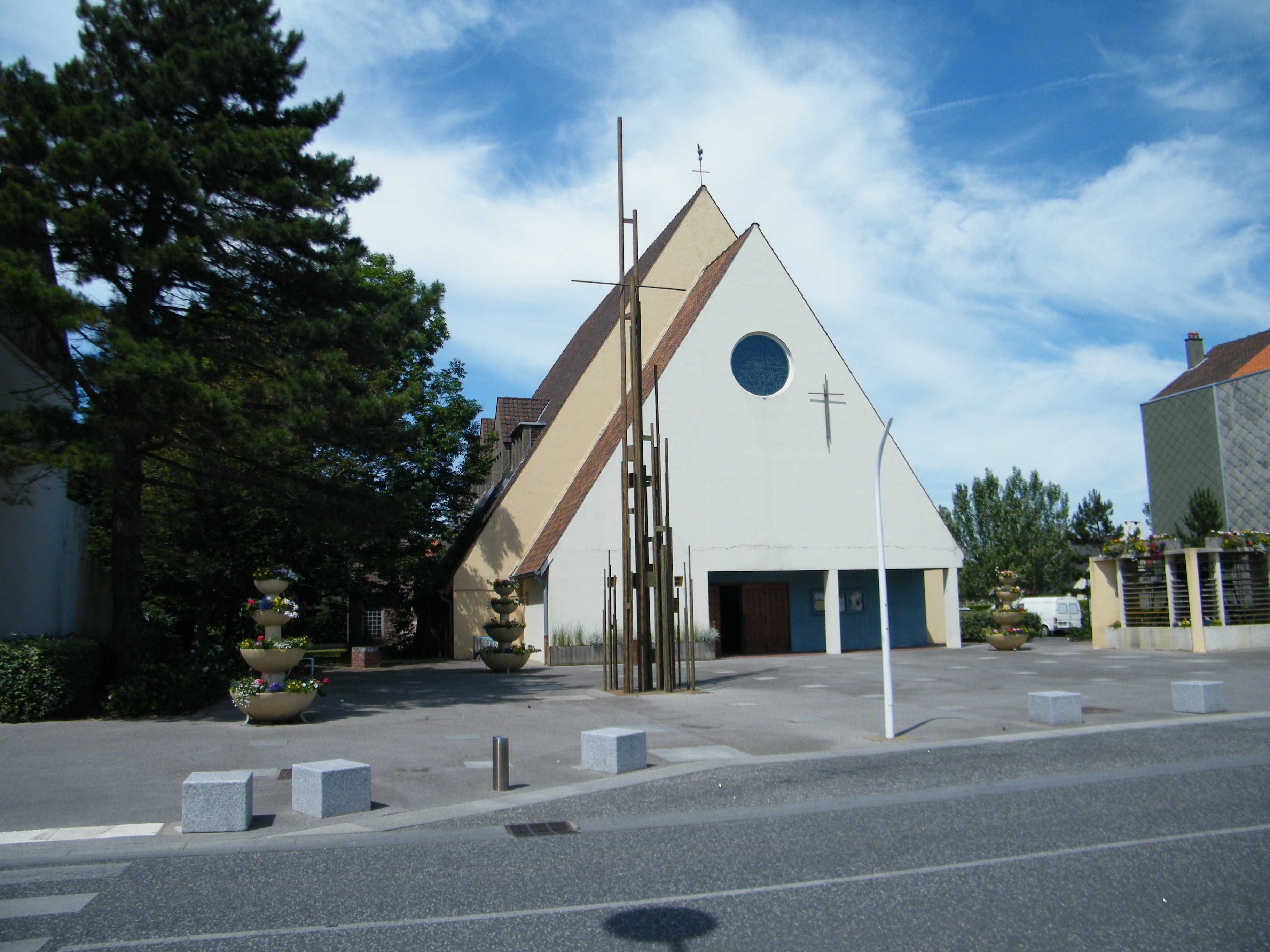
església

La piràmide de població per edats i sexe el 2009 era:
| Homes | Edats   | Dones |
| ----- | ------- | ----- |
| 4     | 95 o +  | 0     |
| 0     | 90 a 94 | 16    |
| 16    | 85 a 89 | 16    |
| 4     | 80 a 84 | 44    |
| 16    | 75 a 79 | 28    |
| 52    | 70 a 74 | 52    |
| 40    | 65 a 69 | 44    |
| 24    | 60 a 64 | 56    |
| 16    | 55 a 59 | 16    |
| 60    | 50 a 54 | 40    |
| 36    | 45 a 49 | 44    |
| 28    | 40 a 44 | 40    |
| 28    | 35 a 39 | 12    |
| 28    | 30 a 34 | 20    |
| 44    | 25 a 29 | 40    |
| 32    | 20 a 24 | 40    |
| 44    | 15 a 19 | 16    |
| 12    | 10 a 14 | 32    |
| 20    | 5 a 9   | 16    |
| 28    | 0 a 4   | 16    |

## Economia

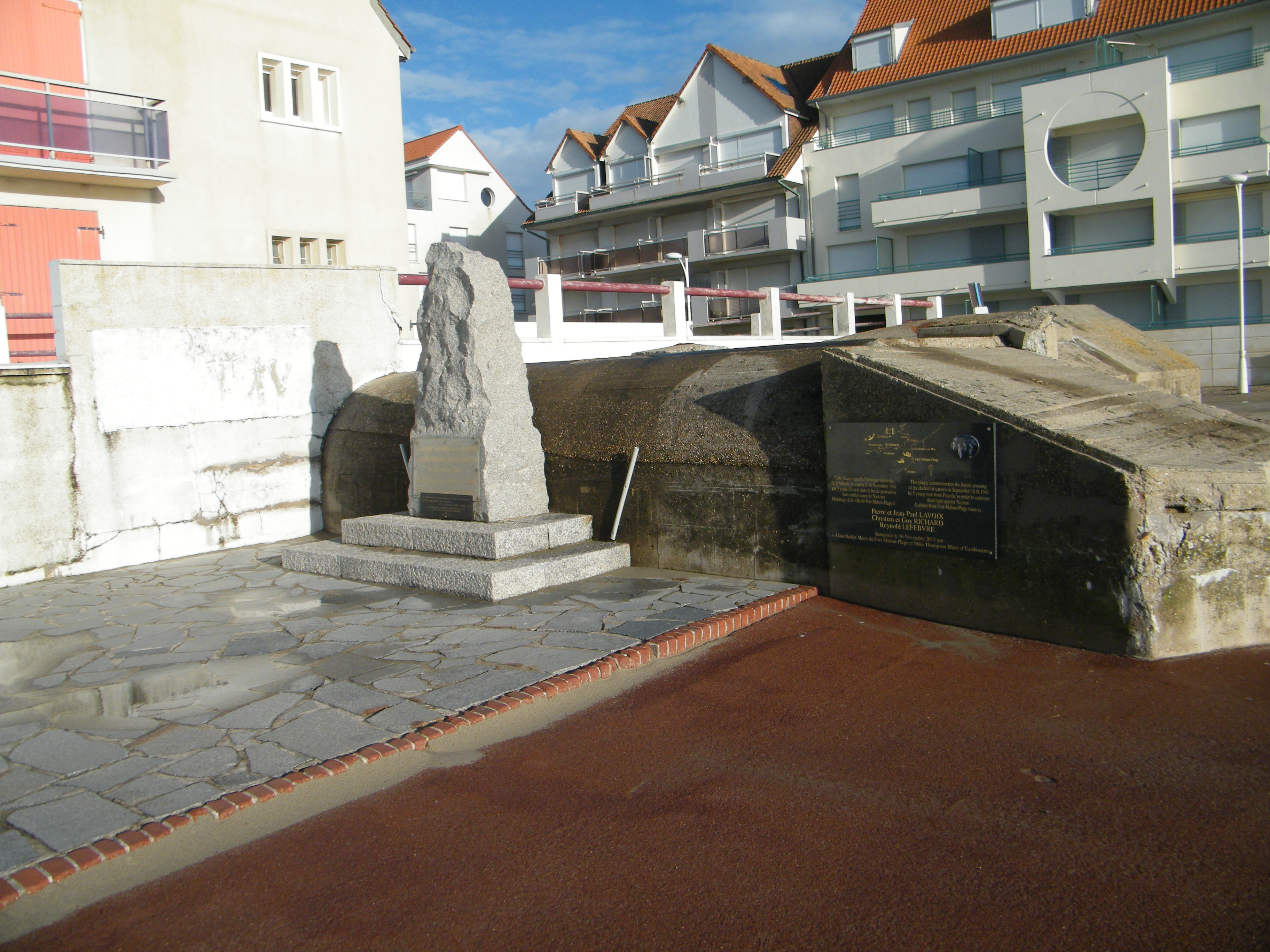
monument

El 2007 la població en edat de treballar era de 768 persones, 498 eren actives i 270 eren inactives. De les 498 persones actives 410 estaven ocupades (219 homes i 191 dones) i 88 estaven aturades (38 homes i 50 dones). De les 270 persones inactives 144 estaven jubilades, 52 estaven estudiant i 74 estaven classificades com a «altres inactius».

### Ingressos

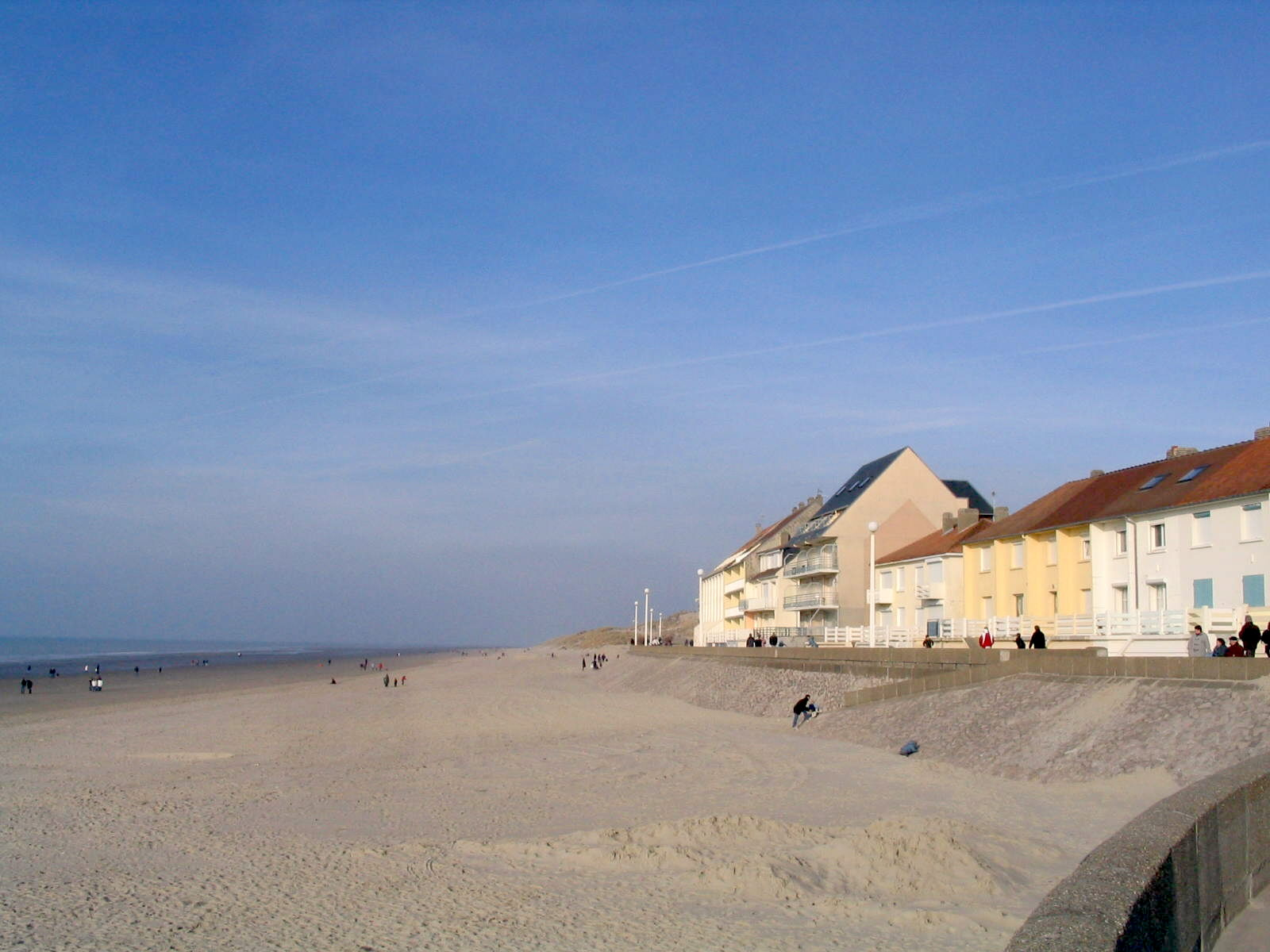
platja

El 2009 a Fort-Mahon-Plage hi havia 686 unitats fiscals que integraven 1.341 persones, la mediana anual d'ingressos fiscals per persona era de 16.530 €.

### Activitats econòmiques
Dels 150 establiments que hi havia el 2007, 2 eren d'empreses extractives, 4 d'empreses alimentàries, 1 d'una empresa de fabricació d'altres productes industrials, 10 d'empreses de construcció, 42 d'empreses de comerç i reparació d'automòbils, 1 d'una empresa de transport, 44 d'empreses d'hostatgeria i restauració, 3 d'empreses financeres, 18 d'empreses immobiliàries, 8 d'empreses de serveis, 9 d'entitats de l'administració pública i 8 d'empreses classificades com a «altres activitats de serveis».
Dels 41 establiments de servei als particulars que hi havia el 2009, 1 era una oficina de correu, 1 una oficina bancària, 1 guixaire pintor, 2 fusteries, 4 lampisteries, 3 perruqueries, 25 restaurants i 4 agències immobiliàries.
Dels 23 establiments comercials que hi havia el 2009, 1 era una gran superfície de material de bricolatge, 3 botiges de menys de 120 m², 5 fleques, 1 una fleca, 1 una botiga de congelats, 1 una peixateria, 7 botigues de roba, 1 una botiga de roba, 1 una botiga de mobles i 2 floristeries.
L'any 2000 a Fort-Mahon-Plage hi havia 3 explotacions agrícoles.

## Equipaments sanitaris i escolars

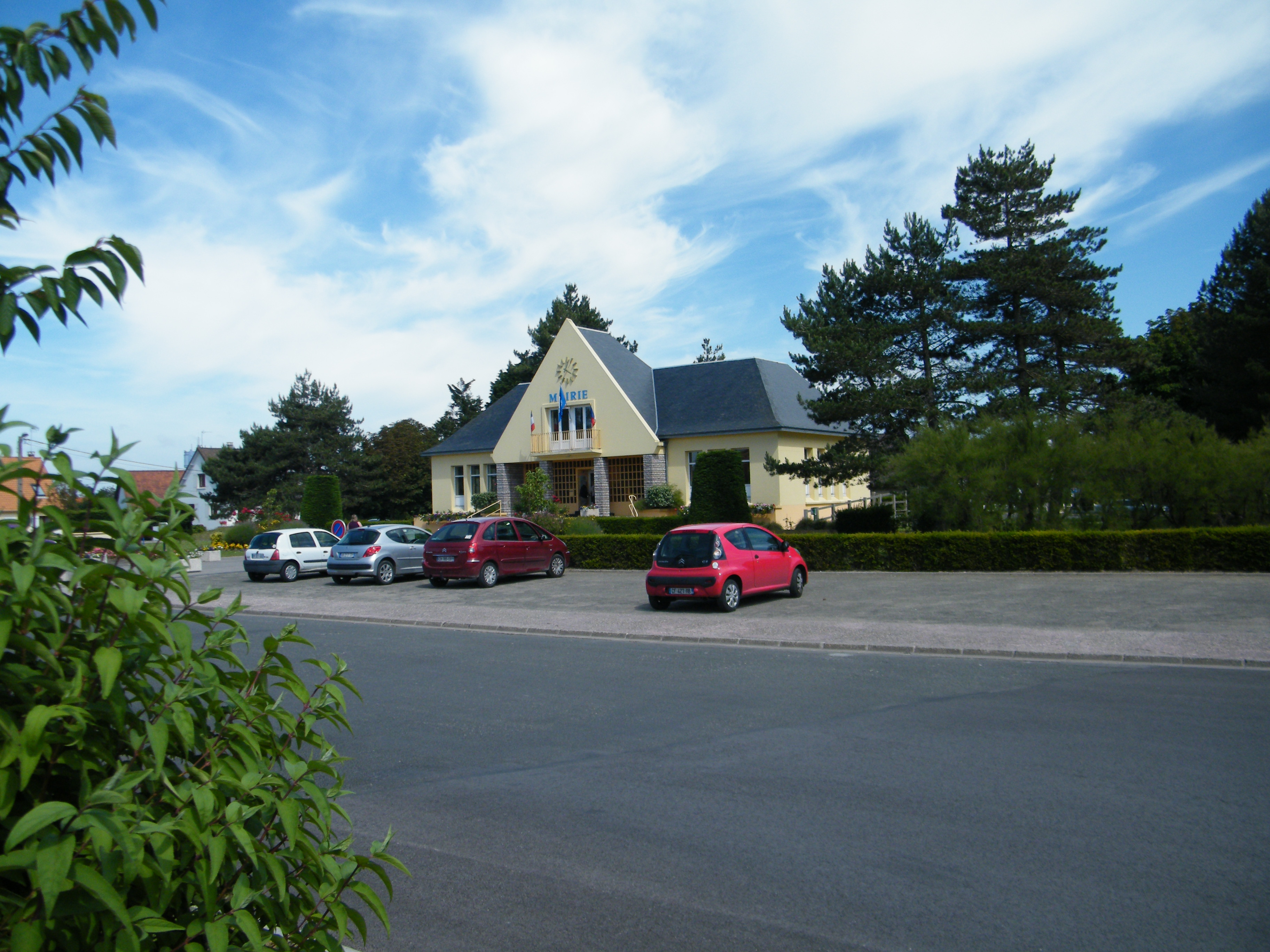
ajuntament

L'únic equipament sanitari que hi havia el 2009 era una farmàcia.
El 2009 hi havia una escola elemental.

## Poblacions més properes

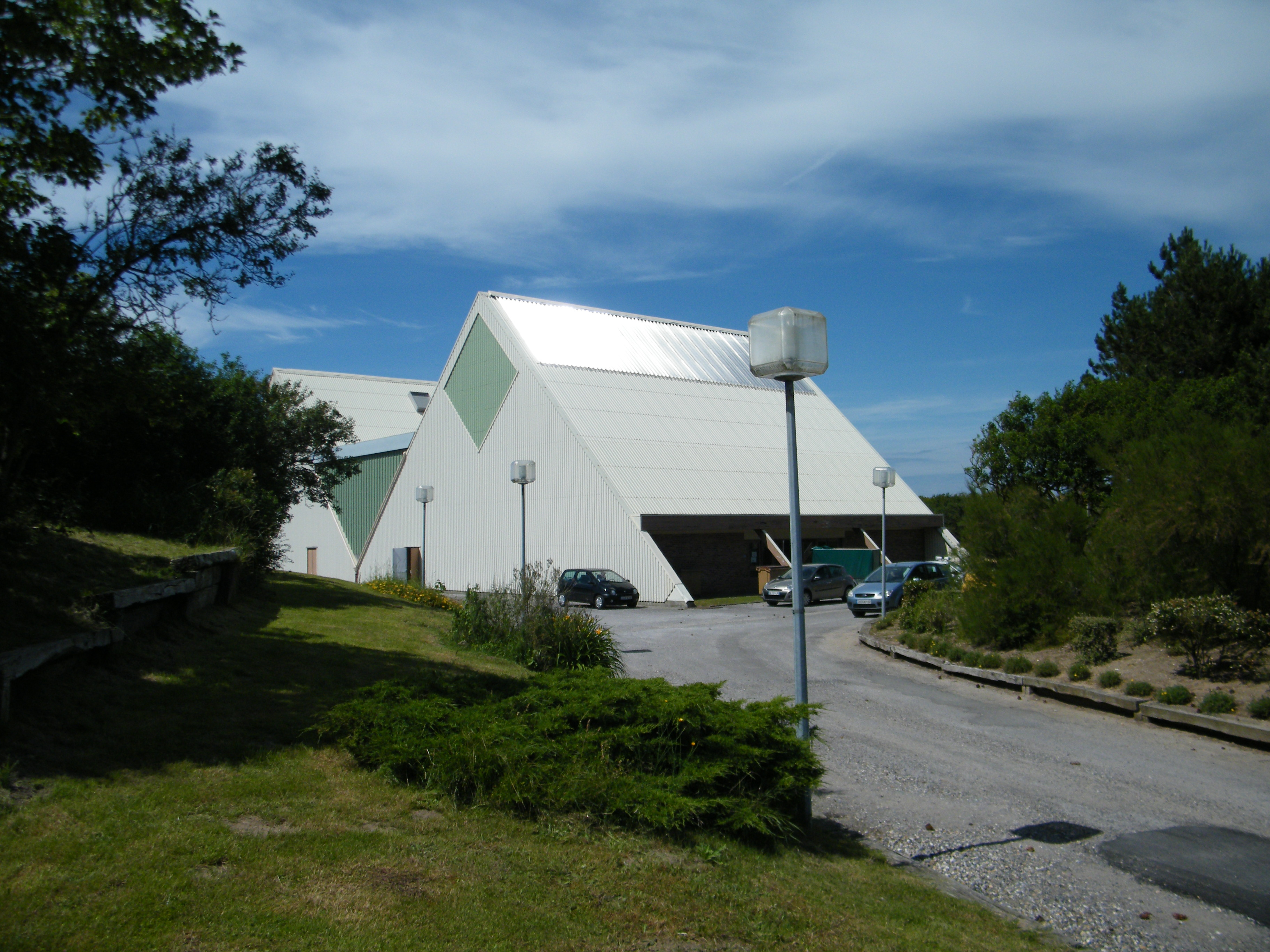
sala comunitària

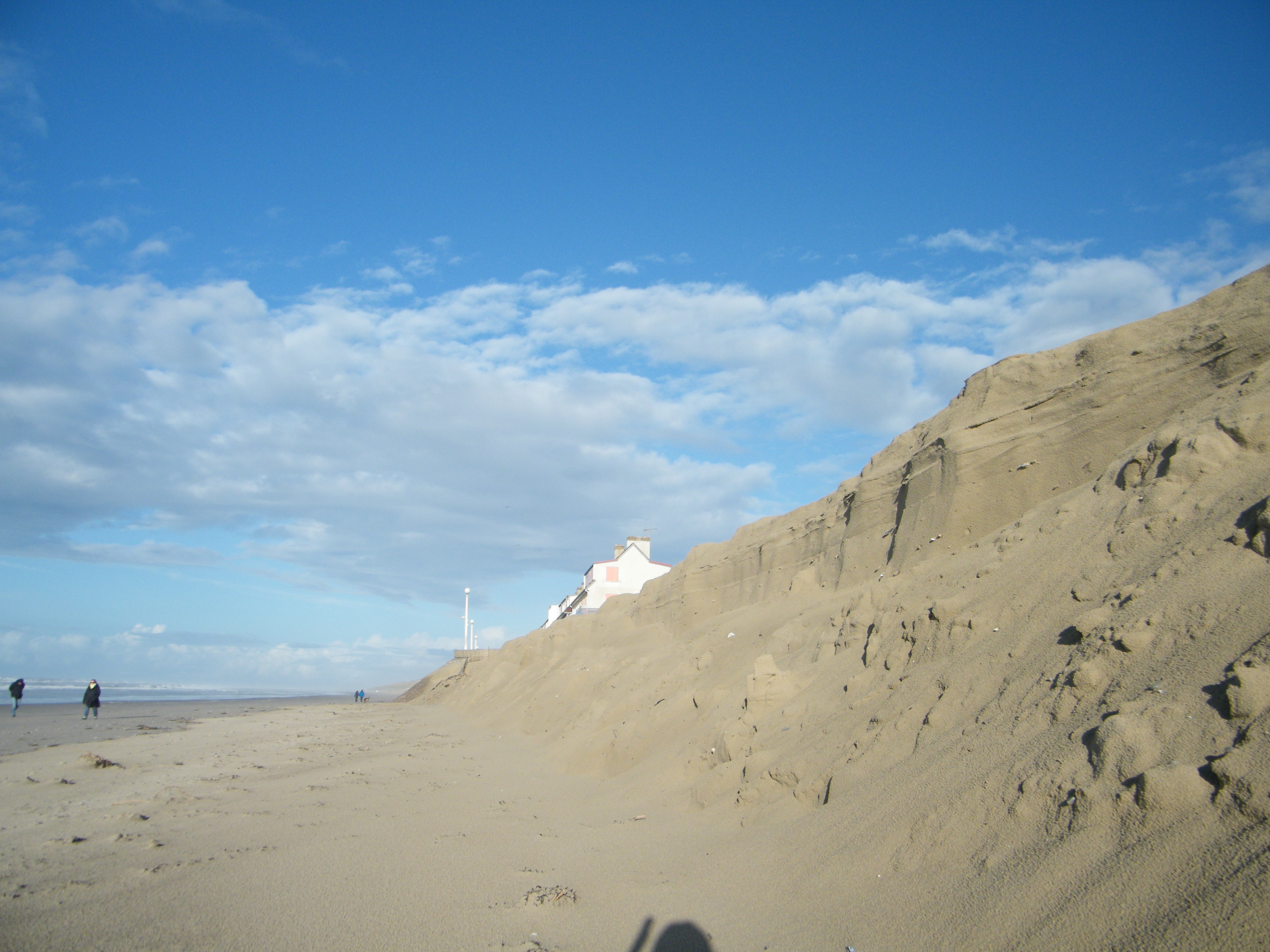

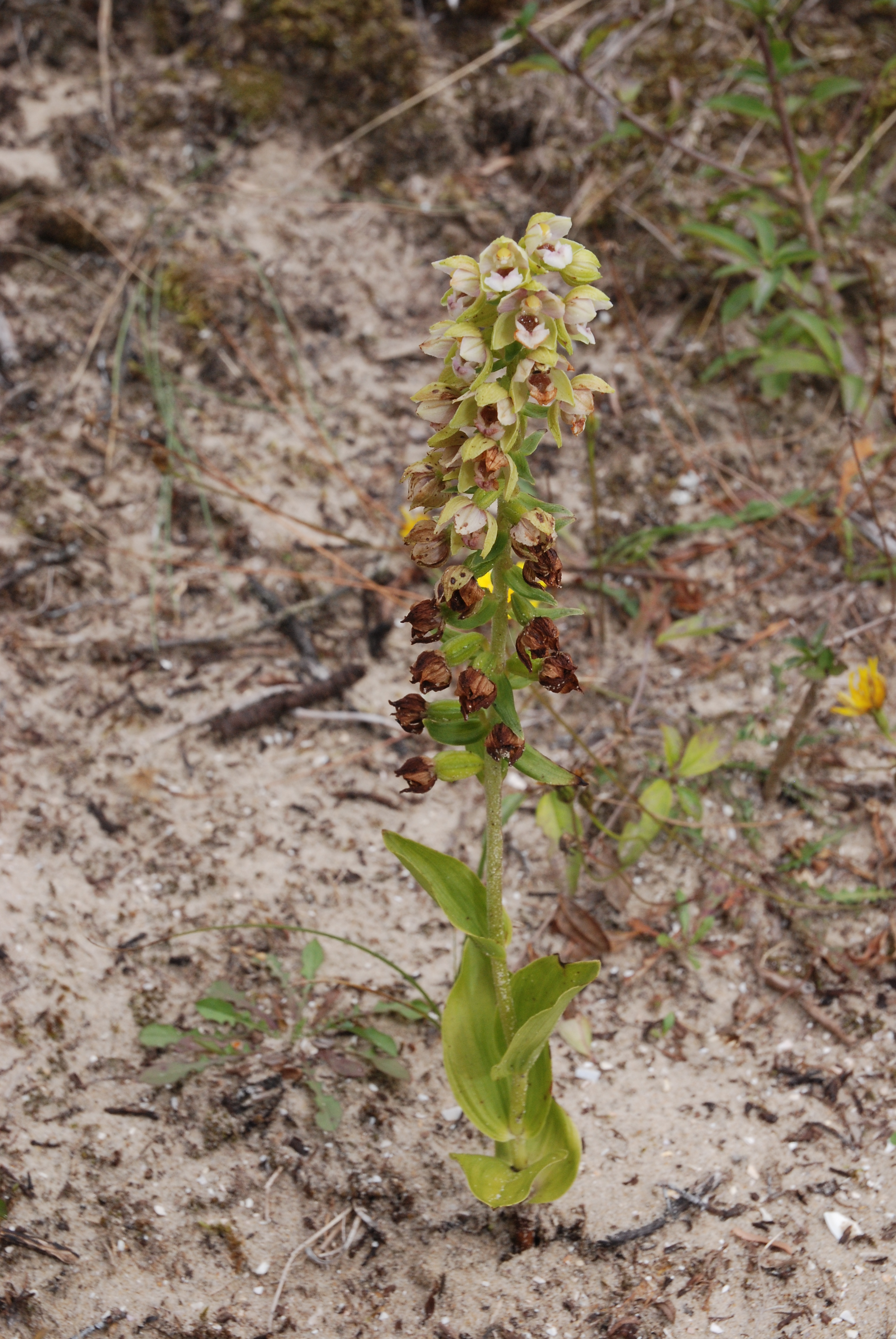

El següent diagrama mostra les poblacions més properes.